# 白魔の歌
『白魔の歌』（びゃくまのうた）は、高木彬光の長編推理小説。神津恭介シリーズの一篇。

## 解説
1957年、『オール読物』の6月号に掲載された後、翌年11月に「神津恭介探偵小説全集」の第九巻として和同出版社より長編として発表されたものである。
当初、この全集には神津恭介シリーズの短篇『死せる者よみがえれ』の長編化作品、『破戒殺人事件』が収録される予定であった。高木彬光は二度この短編の長編化を試み、一度は350枚ほどの原稿が完成したが、失敗し、破り捨てたと告白している。代わりに長編化されたのが本作である。
物語の前提となっている、鶴巻俊之輔が語る過去の事件のモデルとなっているのは、大正6年に発覚した島倉事件（島倉儀平による聖書紛失・放火・強姦殺人）である。

## あらすじ
二月のある日、神津恭介のもとに元警察官である鶴巻俊之輔から三千万円の遺産の寄進の申し出があった。そこには、俊之輔が変死したあかつきには彼の死体を解剖し、死因を明らかにして欲しいという条件がつけられていた。依頼を持ち込んだ弁護士に、恭介はことが起こったら協力する、という返答をした。同じ頃、恭介は東洋新聞社の週刊誌「東洋」の編集記者より寄稿を依頼されており、担当記者である浅岡典夫に、企画中の雑誌別冊の題材になると思い、過去に鶴巻が関与した、藤倉金次郎が犯した「白魔事件」のことを語る。
そのひと月後、事件に興味を持った浅岡は鶴巻家に取材に出向くが、尋常ならざる鶴巻一家に辟易し、さらに俊之輔から、白魔事件の概要と、周辺で起こっている「白魔」と名乗る人物の脅迫のことを聞かされた。俊之輔はそれが彼に恨みを持っている藤倉の子孫によるものではないか、という憶測を浅岡に述べた。浅岡はこのことを恭介に伝えるが、恭介は香港へゆく用事向きがあるため、事件にすぐには関与できないという返事をした。
それから間もなくして、鶴巻家で第一の殺人が実施され、浅岡は鶴巻家・警察・東洋新聞社からの「三重の使命」を帯びることになり、事件に携わることになった。

## 主な登場人物
神津恭介
東京大学医学部法医学教室助教授。名探偵。
浅岡典夫
東洋新聞社発行の週刊誌「東洋」の記者。この物語のワトスン役兼終盤までの探偵役。
鶴巻俊之輔
元麹町署の警部。白魔事件を担当する。戦後、株で財産を築いている。
藤倉金次郎
牧師。昭和7年、聖書盗難事件がきっかけで、愛人関係にあった女中の殺害が発覚し、死刑判決を受ける。無罪を主張し続けて、自殺。アルビノであったため、「白魔」と呼ばれていた。
鶴巻一郎
俊之輔の最初の夫人との間の息子。長男。第二次世界大戦で急死に一生を得るが、その際の衝撃で些か精神に異常を来す。
鶴巻一夫
一郎の息子。悪童。小学生ながら、一郎の影響で軍国主義的な性格に育つ。
鶴巻継夫
俊之輔の二番目の夫人との間の息子。次男。株式仲買人。
鶴巻滝子
継夫の夫人。
鶴巻綾子
俊之輔の三番目の夫人との間の娘。アプレゲールで無軌道・快楽的な性格。
伊藤吉枝
鶴巻家の家政婦。33、4歳。俊之輔の愛妾。
山名孝二
小説家。綾子の知人。
藤代三男
綾子の知人。
高川
警視庁捜査一課の警部。神津シリーズの常連。
土屋
東洋新聞社の社会部長。六代目音羽屋、尾上菊五郎に似た風貌の持ち主。神津シリーズの常連。

## 補足
- 作中に神津恭介の母親に関する言及がある。